# (S,S)-丁二醇脱氢酶
(S,S)-丁二醇脱氢酶（英語：(S,S)-butanediol dehydrogenase，EC 1.1.1.76（页面存档备份，存于））是一种以NAD+或NADP+为受体、作用于供体CH-OH基团上的氧化还原酶。这种酶能催化以下酶促反应：
(2S,3S)-2,3-丁二醇 + NAD+ {\displaystyle \rightleftharpoons } (S)-乙偶姻 + NADH + H+
(S,S)-丁二醇脱氢酶主要参与丁酸的代谢过程。这种酶也能催化2,3-丁二酮至(S)-乙偶姻的不可逆反应。